# Bobsleigh aux Jeux olympiques de 1968
Pour des articles plus généraux, voir Bobsleigh aux Jeux olympiques et Jeux olympiques d'hiver de 1968.
Navigation
Innsbruck 1964 Sapporo 1972
Le bobsleigh aux Jeux olympiques de 1968 se déroule sur la piste olympique de bobsleigh de l'Alpe d'Huez. Les épreuves ont du se dérouler au milieu de la nuit car la piste, construite face au sud, ne résistait pas au soleil. Toute la journée et la soirée étaient utilisées pour la refroidir.

## Podiums
| Épreuves       | Médaille d'or                                                          | Médaille d'argent                                                   | Médaille de bronze                                        |
| -------------- | ---------------------------------------------------------------------- | ------------------------------------------------------------------- | --------------------------------------------------------- |
| Bob à deux H   | Italie Eugenio Monti Luciano de Paolis                                 | Allemagne de l'Ouest Horst Floth Pepi Bader                         | Roumanie Ion Panturu Nicolae Neagoe                       |
| Bob à quatre H | Italie Eugenio Monti Luciano de Paolis Roberto Zandonella Mario Armano | Autriche Erwin Thaler Reinhold Durnthaler Herbert Gruber Josef Eder | Suisse Jean Wicki Hans Candrian Willi Hofmann Walter Graf |

## Médailles
| Rang | Nations | Médaille d'or | Médaille d'argent | Médaille de bronze | Total |
| ---- | ------- | ------------- | ----------------- | ------------------ | ----- |
| 1er  | ITA     | 2             | 0                 | 0                  | 2     |
| 2e   | AUT     | 0             | 1                 | 0                  | 1     |
| -    | RFA     | 0             | 1                 | 0                  | 1     |
| 4e   | ROM     | 0             | 0                 | 1                  | 1     |
| -    | SUI     | 0             | 0                 | 1                  | 1     |